# Heze
Heze (chinois : 菏泽市 ; pinyin : hézé shì) est une ville-préfecture du sud-ouest de la province du Shandong en Chine.

## Subdivisions administratives
La ville-préfecture de Heze exerce sa juridiction sur neuf subdivisions - un district et huit xian :
- le District de Mudan - 牡丹区, mǔdān qū[2] ;
- le Xian de Dingtao - 定陶县, dìngtáo xiàn ;
- le Xian de Cao - 曹县, cáo xiàn ;
- le Xian de Chengwu - 成武县, chéngwǔ xiàn ;
- le Xian de Shan - 单县, shàn xiàn ;
- le Xian de Juye - 巨野县, jùyě xiàn ;
- le Xian de Yuncheng - 郓城县, yùnchéng xiàn ;
- le Xian de Juancheng - 鄄城县, juànchéng xiàn ;
- le Xian de Dongming - 东明县, dōngmíng xiàn.

## Parcs et monuments
La ville est connue comporte différents célèbres pour leurs pivoines
- Le parc des fleurs variés de Caozhou (chinois : 曹州百花园 ; pinyin : cáozhōu bǎihuā yuán
- Le parc des pivoines de Caozhou (chinois : 曹州牡丹园 ; pinyin : cáozhōu mǔdān yuán
- Le parc des pivoines d‘autrefois et d'aujourd'hui (chinois : 古今牡丹园 ; pinyin : gǔjīn mǔdān yuán
- Le parc des pivoines de la fleur nationale (chinois : 国花牡丹园 ; pinyin : guóhuā mǔdān yuán
- Le parc du ciel parfumé (chinois : 天香公园 ; pinyin : tiān xiāng gōngyuán
- Le parc des pivoines de Chine (chinois : 中国牡丹园 ; pinyin : zhōngguó mǔdān yuán

En outre elle possède différents monuments :
- La tour Tang (唐塔, táng tǎ), située sur le xian de Yuncheng, classée dans la 8e liste des sites historiques et culturels majeurs protégés au niveau national.